# High Angerton
High Angerton – osada w Anglii, w hrabstwie Northumberland. W 1951 osada liczyła 65 mieszkańców.